# Oriol Bohigas Guardiola
Oriol Bohigas Guardiola (Barcelona, 20 de diciembre de 1925-Barcelona, 30 de noviembre de 2021) fue un arquitecto, urbanista, profesor y político español.

## Biografía
Nació el 20 de diciembre de 1925 en Barcelona. Fue hijo único. Sus padres formaban parte de una sociedad civil progresista. Su padre, Pere Bohigas, de él heredó la inquietud intelectual y su compromiso social. Estudió en el Instituto-Escuela de la Generalidad, en el antiguo Palacio del Gobernador de la Ciudadela.
En 1943 ingresó en la Escuela Técnica Superior de Arquitectura de Barcelona, donde se graduó en 1951. En 1961 obtuvo el título de Técnico Diplomado en urbanismo y en el 1963 el de Doctor Arquitecto.
Ejerció su liderazgo intelectual en la llamada Gauche Divine catalana en las diversas organizaciones que impulsó. Fue delegado de Urbanismo del primer ayuntamiento democrático de Barcelona, definiendo las tres grandes ideas que transformaron la ciudad: recuperar el mar, monumentalizar la periferia, e higienizar el barrio antiguo.
Miembro fundador del grupo editorial Edicions 62, del que fue presidente de 1975 a 1999, mientras que entre 1981 y 1988 fue presidente de la Fundación Joan Miró. Desde el 2003 hasta marzo del 2011 fue presidente del Ateneo Barcelonés, cargo desde el cual realizó la restauración y mejora de los equipamientos del edificio y de su biblioteca.
En 1991 fue elegido Concejal de Cultura del Ayuntamiento de Barcelona, cargo que ocupó hasta 1994.

## Ámbito artístico

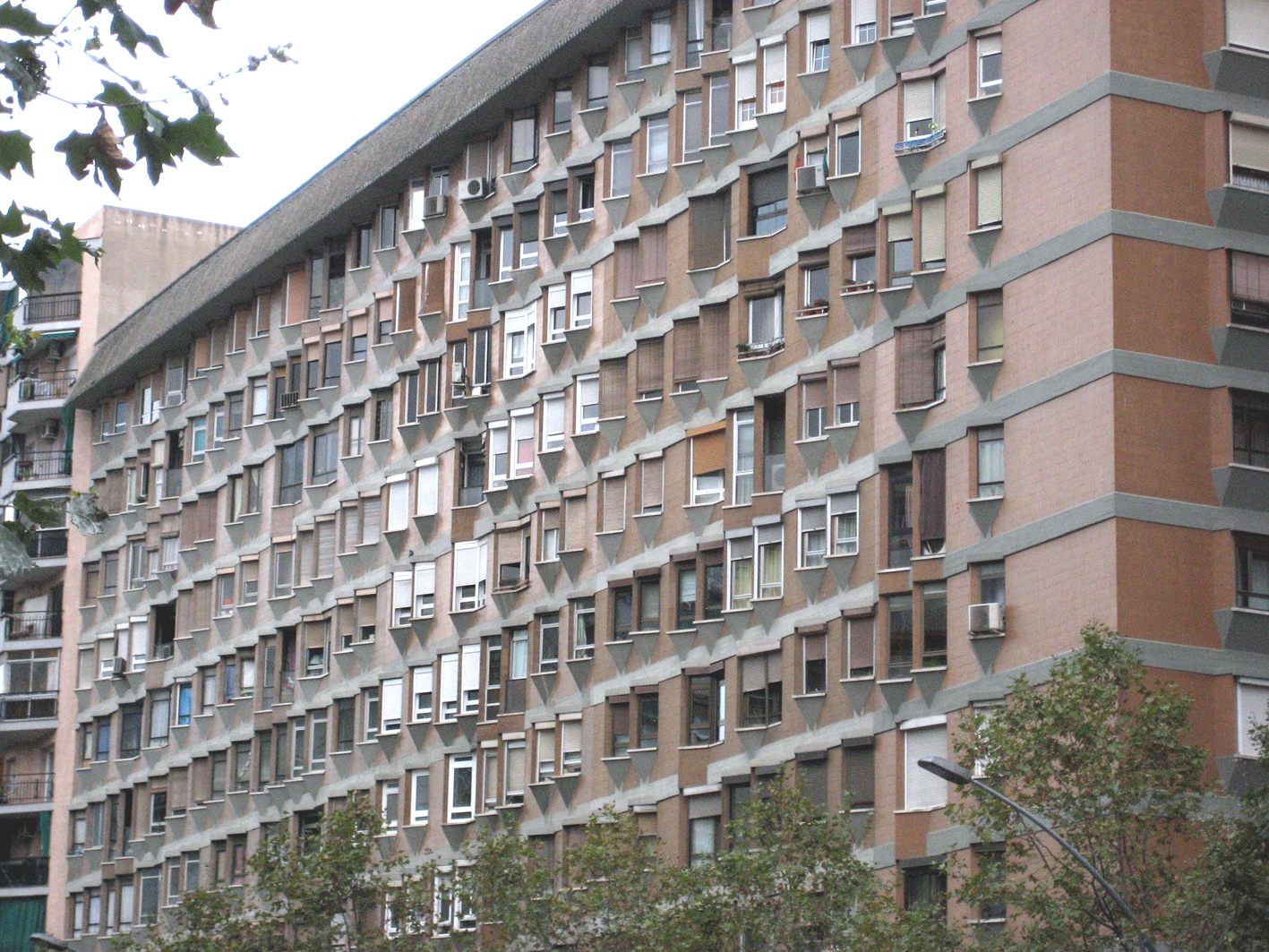
Edificio Meridiana, edificio de viviendas (1965).

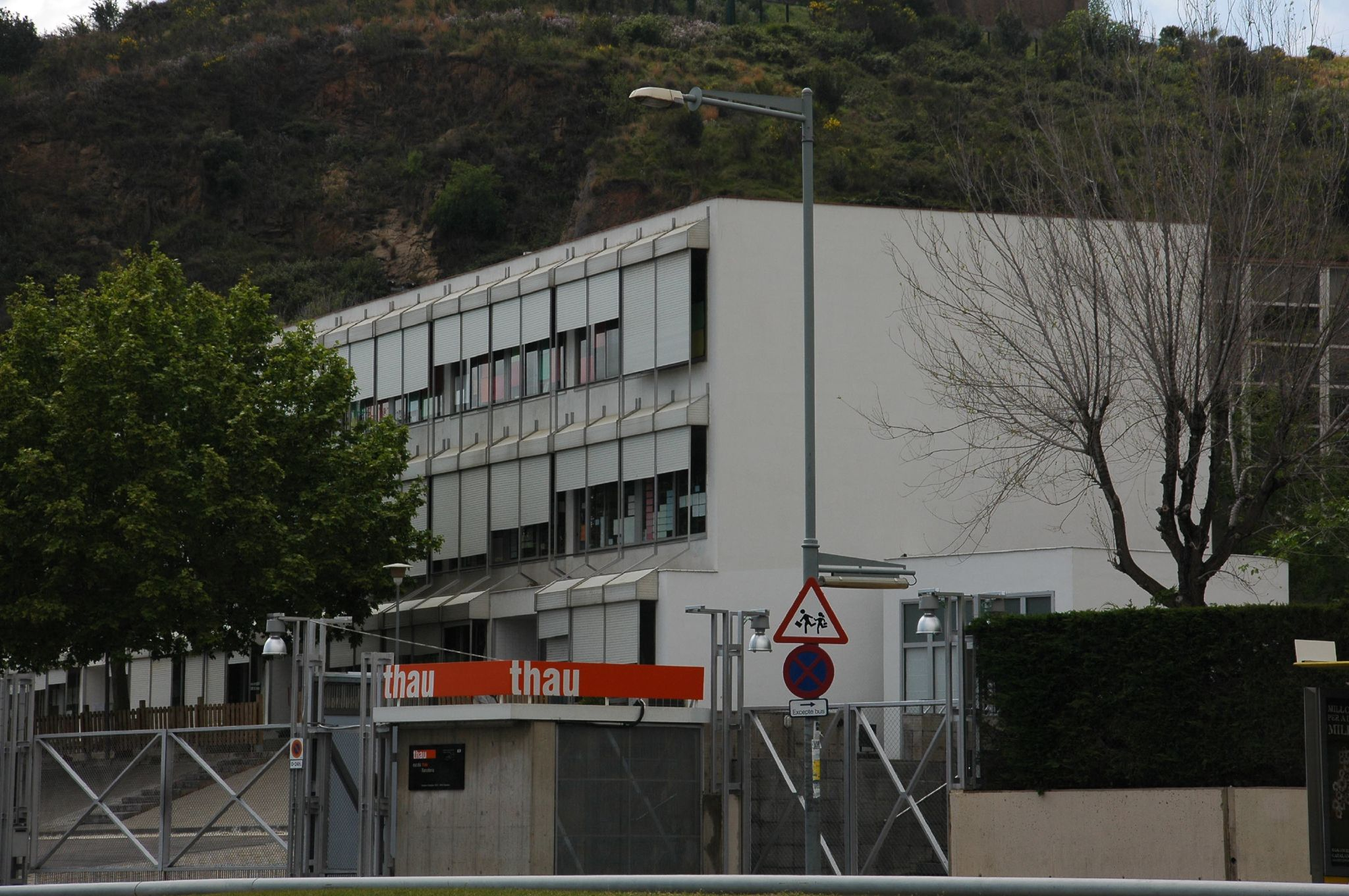
Escuela Thau de Barcelona, obra de Oriol Bohigas.

Hijo de la Cataluña republicana ha sido una figura clave en la recuperación del modernismo y la reivindicación de las vanguardias además de un referente del progresismo librepensador y una figura de proyección internacional. Formado en la Institución Libre de Enseñanza, resolvió que el urbanismo era un inmejorable instrumento de transformación política.
Al terminar sus estudios, en 1951 fundó junto a otros arquitectos el Grupo R. Ese mismo año se asoció con Josep Maria Martorell, con quien, en 1957, en un momento de intensa actividad en la reformulación de los espacios educativos, construyen la escuela Timbaler del Bruc, que incorporó avances en arquitectura escolar de acuerdo a las nuevas necesidades pedagógicas y destacó como una obra ejemplar. En 1962 con David Mackay y formaron el estudio arquitectónico MBM Arquitectes. Más tarde, en el año 2000, se incorporan al estudio dos nuevos socios, Oriol Capdevila y Francesc Gual.  Al lado de estos arquitectos realizó diversos proyectos como un grupo de viviendas en la ronda del Guinardó de Barcelona (1964), la Escuela Garbí en Esplugues del Llobregat (1965) la sede de la Editorial Destino en Badalona (1967), la Escuela Thau en Barcelona (1974), edificio de viviendas en la Kochstrasse de Berlín (Alemania) (1992), la Villa Olímpica y el Puerto Olímpico de Barcelona (1992), la ampliación de El Corte Inglés de la plaza de Cataluña (1993), el edificio de oficinas Palau Nou de la Rambla en Barcelona (1993), la Universidad Pompeu Fabra en Barcelona (2001), la remodelación completa de El Corte Inglés de la plaza Francesc Macià (2004), el Tecnocampus de Mataró (2011) y recientemente el edificio del DHUB. Disseny HUB Barcelona (2013).
En 1973, MBM Arquitectes, junto al diseñador Lluís Pau i Corominas crean el Estudi IDP, dedicado exclusivamente al diseño, el interiorismo y montaje de exposiciones.
Fue profesor de la Escuela Técnica Superior de Arquitectura de Barcelona y en 1977 fue nombrado su Director, cargo que abandonó en 1980 para ser delegado del área de Urbanismo del Ayuntamiento de Barcelona hasta 1984. En aquel momento fue designado consejero de Urbanismo del Ayuntamiento, desde donde trabajó en las grandes obras proyectadas para Barcelona con motivo de los Juegos Olímpicos de 1992. Finalmente, en 1991, fue elegido concejal de Cultura del Ayuntamiento de Barcelona, cargo que abandonaría en 1994.
Sus obras fueron galardonadas en diversas ocasiones con el Premio FAD, del cual fue uno de sus impulsores, los años 1959 (Pallars), 1962 (Escorial), 1966 (Borrell), 1979 (Manzana La Salut), 1984 (Palacio Pons i Pasqual), 1990 (Presentación del Canal+, con Lluís Pau) y 1991 (Puerto Olímpico de Barcelona, con Albert Puigdomènech i J. R. de Clascà). En el 2001 reciben el Premio Ciudad de Barcelona de Arquitectura y Urbanismo, por la reestructuración de los cuarteles Jaime I y Roger de Lauria en Barcelona, para ubicar el edificio de la Universidad Pompeu Fabra.
Fue catedrático emérito por la Universidad Politécnica de Cataluña y doctor honoris causa por la Universidad Técnica de Darmstadt y la Universidad Menéndez y Pelayo.
Desde al menos 2015 padecía la enfermedad de Parkinson, tras su fallecimiento donó su cuerpo a la ciencia.

## Vida personal
Estuvo casado con Isabel Arnau. Posteriormente se casó con la también arquitecta y diseñadora española Beth Galí a quien conoció cuando esta era estudiante de Arquitectura. Tiene cinco hijos, entre ellos María Bohigas que trabajó con él, Josep, Pere y Glòria.

## Trabajos recientes[13]

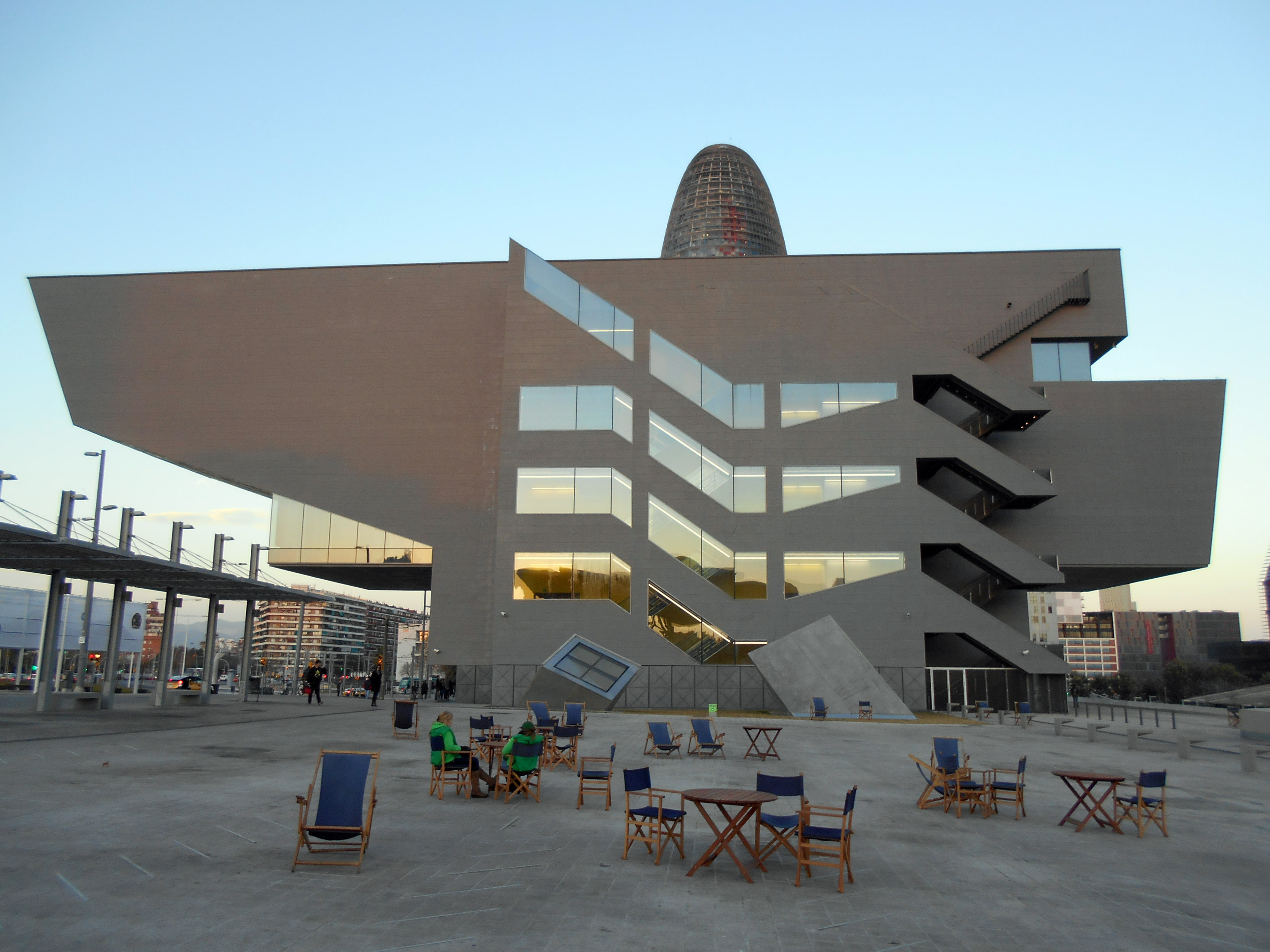
Edificio Disseny Hub (2008-2013).

- Edificio de oficinas para el sindicato UGT. Barcelona (2002-2008)
- Tecnocampus Mataró (2004-2011)
- Estación del metro del Liceu. Barcelona (2005-2008)
- Auditorio y Sala Gaudí. La Pedrera. Barcelona (2005-2008)
- Comisaría Central del Ensanche - Mozos de Escuadra - de Plaza España. Barcelona (2005-2010)
- Torre Blanca, Plaza Europa de Hospitalet de Llobregat (2006-2010)
- La "casa dels Xuklis" en Barcelona (2006-2011)
- Edificio de oficinas para RBA Editores. Barcelona (2007-2011)
- DHUB. Disseny HUB Barcelona (2001-2013)

## Libros publicados
Lista de libros destacados que ha publicado:
- 1963,  Barcelona entre el Pla Cerdà i el barraquisme.
- 1968,  Arquitectura Modernista; (1969) Architettura Modernista, Gaudí e il movimento catalano.
- 1969,  Contra una arquitectura adjetivada.
- 1970,  La arquitectura española de la Segunda República; (1978) Architettura spagnola della Seconda Repubblica.
- 1972,  (1983) Reseña y catálogo de la arquitectura Modernista.
- 1972,  (1978) Proceso y erótica del diseño.
- 1976,  Once arquitectos.
- 1984,  Reconstrucció de Barcelona;[14] (1986) Reconstrucción de Barcelona; (1992) Ricostruire Barcellona.
- 1989,  Combat d'incerteses. Dietari de Records; (1991) Desde los años inciertos.
- 1998,  Modernidad en la arquitectura de la España republicana.
- 1992,  Dit o fet. Dietari de records II; (1996) Entusiasmos compartidos y batallas sin cuartel.
- 1993,  Gràcies i desgràcies culturals de Barcelona.
- 1996,  El Present des del Futur. Epistolari Públic (1994-1995).
- 1998,  Del dubte a la revolució. Epistolari públic 1995-1997; (2003) Tra Strada del Dubbio e Piazza della Revoluzione. Epistolario sulle arti, l’architettura e l’urbanistica.
- 2003,  Realismo, urbanidad y fracasos.
- 2003, Cartes de la Baralla. Epistolari públic sobre cultura i política.
- 2004, Modernité en l’architecture dans l’espagne républicaine.
- 2004, Contra la incontinencia urbana. Reconsideración moral de la arquitectura y la ciudad; (2004) Contra la incontinència urbana. Reconsideració moral de l’arquitectura i la ciutat; (2008) Contro l’incontinenza urbana. Riconsiderazione morale sull’architettura e la città.
- 2005,  Epistolario 1951-1994.
- 2012,  Passar Comptes. Dietari de records III.

## Premios y reconocimientos
- 1986, recibió la Medalla de Oro al Mérito Artístico de la Ciudad de Barcelona,
- 1988, Medalla de Urbanismo de l'Académie d'Architecture de Paris
- 1990,  Medalla de Oro de Arquitectura, del Consejo Superior de los Colegios de Arquitectos de España, y que comparte con Francisco de Asís Cabrero.
- 1991, galardonado con la Creu de Sant Jordi concedida por la Generalidad de Cataluña
- 1994, Pregonero de las Fiestas de la Mercè de Barcelona[15]
- 1999, obtuvo el Premio Ciutat de Barcelona a la Proyección Internacional, otorgado por el Ayuntamiento de Barcelona.
- 2006, obtuvo la Medalla Francesc Macià de la Generalidad de Cataluña.,[16]
- 2008, el Premio Nacional de Arquitectura de España 2006, concedido por el Ministerio de Vivienda,[17]
- 2011, el Premio Nacional de Cultura de la Generalidad catalana "por su labor meritoria y brillante al frente de las diversas entidades y empresas culturales que ha presidido o dirigido".[18][19]

También es académico de honor de la Real Academia Catalana de Bellas Artes de San Jorge y de la Real Academia de Bellas Artes de San Fernando, así como socio de Honor del Círculo Artístico de San Lucas, del que había sido el primer secretario a la reapertura, en 1951, después del cierre debido a la Guerra Civil.